# Дорожный (Красноярский край)
Доро́жный — посёлок в Канском районе Красноярского края. Входит в состав Большеуринского сельсовета.

## История
Основан в 1932 году как посёлок 2-го отделения совхоза «Канский». В 1976 году указом Президиума Верховного Совета РСФСР посёлок отделения отделения № 2 птицесовхоза переименован в Дорожный.

## Население
| 2010 |
| ---- |
| 172  |

## Улицы
- ул. Новая,
- ул. Первомайская,
- ул. Садовая,
- ул. Степная.